# Адамово (Усвятский район)
Адамово — деревня в Усвятском районе Псковской области России. Входит в состав Церковищенской волости (с 1995 года, ранее — в Церковищенский сельсовет). 

## География
Находится на юге региона, в северо-западной части района, на реке Усвяча, в 25 км к северо-востоку от райцентра Усвяты, к северу от волостного центра Церковище.
Уличная сеть состоит из трех географических объектов: ул. Заречная, ул. Молодёжная и ул. Центральная.

## Население
| 2001 | 2002 | 2010 |
| ---- | ---- | ---- |
| 178  | ↘146 | ↗162 |

Численность населения деревни по оценке на начало 2001 года составляла 178 жителей.

## Инфраструктура
Личное подсобное хозяйство.

## Транспорт
Дорога 58К-032 Великие Луки — Усвяты. Автобусный маршрут 230 из пос. Усвяты.